# But !
Pour les articles homonymes, voir But (homonymie).
But ! est un journal français entièrement consacré au football. Ce titre de la presse écrite est fondé en 1969 par Marcel Leclerc, alors président de l'Olympique de Marseille, afin de contrebalancer le pouvoir du quotidien L'Équipe.

## Histoire
Le premier numéro de l'hebdomadaire est publié le vendredi 12 septembre 1969. Dernier numéro en décembre 2006 (n° 6). Il paraissait les mardis et vendredis. Parallèlement BUT! MARSEILLE, hebdomadaire puis bi-hebdomadaire (à partir de 2008) a connu 804 numéros du 4 mars 1998 au 29 août 2013 (+ 66 numéros mensuels de janvier 2001 à septembre 2006). BUT ! SAINT-ETIENNE a eu 83 parutions mensuelles, de septembre 1999 à septembre 2006 (+ 32 autres, d'une nouvelle série, de 2008 à décembre 2015). Un BUT! BORDEAUX a également existé, ainsi qu'un BUT! LYON.
Depuis novembre 2007, le titre appartient à l'imprimeur Jean-Claude Meurou. Dans un premier temps, Olivier Rey est revenu aux affaires (propriétaire de 1990 à 2003), avant d'être écarté par les actionnaires en septembre 2009. François-Xavier Lebert, rédacteur en chef de 2009 à 2011 et actionnaire majoritaire, est également le directeur de la publication. Le 26 janvier 2011, le journal est placé en redressement judiciaire[réf. souhaitée].
Fin 2011, le Tribunal de commerce de Nanterre décide de confier la propriété du magazine But ! à la société Jestin 56 sport, un fonds de placement détenu par Michel Jestin, ancien président du Vannes Olympique Club ainsi que du Stade brestois 29.
Sous sa houlette, de nouvelles éditions mensuelles et ciblées voient le jour :
- But ! Brest (47 numéros de février 2012 à décembre 2016).
- But ! Reims (17 numéros de 2012 à octobre 2013).

Le 27 juin 2012, But ! lance son site internet (BUT ! FOOTBALL CLUB, actuellement).
En 2015, en plus du site internet, il existe quatre éditions de But! en format papier : 
- But! Saint-Étienne, bi-hebdomadaire qui paraît le mardi jusqu'au 17 avril 2018 et le jeudi jusqu'au 19 avril 2018 (depuis 1999);
- But! Nantes, bimensuel (449 numéros du 8 juillet 2004 à décembre 2016) ;
- But! Lens, mensuel (657 numéros du 15 juillet 1999 à décembre 2016) ;
- But! Brest, bimestriel.

Des hors-série, But! Transferts (107 numéros de mai 2006 à juin 2008), But! Marseille Transferts (31 numéros jusqu'en décembre 2016) et But! Saint-Etienne Transferts (32 numéros de juin 2008 à ainsi que BUT! NATIONAL (34 numéros en 2012/2013) sont également parus.
En 2022 subsiste BUT! Sainté, paraissant le mercredi depuis le 25 avril 2018.